# Polisen som vägrade ge upp (roman)
Polisen som vägrade ge upp är en roman skriven av Gösta Unefäldt. Boken är den andra i serien om Polisen i Strömstad och utkom första gången 1984.
Precis som första boken polisen som vägrade svara så filmatiserades även denna roman år 1984 som en TV-serie i fyra delar, under namnet Polisen som vägrade ge upp.

## Handling
En kvinna, Birgit Spjut, försvinner spårlöst. Försvinnandet är en ovanlig händelse i Strömstadtrakten och ger underlag för spekulationer, skvaller och förtal. Har Birgit övergett sin man Tore? Är det en olyckshändelse eller är det frågan om ett mord? Polischefen i Strömstad, Gustav Jörgenson, arbetar tålmodigt tillsammans med sina närmaste män, kriminalkommissarie Bo Kronborg och poliskommissarie Nils Gryt, för att lösa gåtan. De får viss hjälp av polisman Evald Larsson, som med sömngångaraktig säkerhet gör de fel som leder rätt.